# 安杰伊·贝克
安杰伊·贝克（波蘭語：Andrzej Bek，1951年6月26日—），波兰男子自行车运动员。他曾代表波兰参加1972年夏季奥林匹克运动会自行车比赛，获得男子双人自行车铜牌。